# 脫氧腺苷
去氧腺苷（Deoxyadenosine）是一種去氧核糖核苷酸，可視為腺苷（屬於核苷的一種）2號碳上的一個羥基（-OH）被替換成氫原子（-H）。